# Gerard Juszczak
Gerard Juszczak (ur. 1 października 1970 w Krakowie) – polski trener futsalowy i piłkarski

## Przebieg kariery
Jest absolwentem krakowskiego AWF, ukończył także studia podyplomowe na Uniwersytecie Jagiellońskim na kierunku menadżer sportu. Jest trenerem I klasy i posiada licencję UEFA PRO.
Pełnił funkcję selekcjonera futsalowej reprezentacji Polski U-21, którą łączył ze stanowiskiem selekcjonera kadry U-19. W latach 2009–2014 był trenerem Pogoni 04 Szczecin, z którą w 2013 dotarł do finału Pucharu Polski, a w sezonie 2013/14 zdobył wicemistrzostwo Polski. Wcześniej prowadził m.in. Jango Katowice, z którym w sezonie 2006/07 zajął trzecie miejsce w ekstraklasie i zdobył Puchar Polski. W 2009 zdobył z Pogonią 04 mistrzostwo Polski U-20. Pełnił także funkcję drugiego trenera akademickiej reprezentacji Polski, z którą zajął czwarte miejsce w akademickich mistrzostwach świata. W 2009 zaliczył także krótki epizod na stanowisku selekcjonera reprezentacji Polski A. W przeszłości był także trenerem piłkarskich zespołów Kmity Zabierzów oraz Zagłębia Sosnowiec czy trawiastych drużyn w akademii Wisły Kraków oraz Garbarni Kraków.
W sezonie 2014/15 objął funkcję trenera w pierwszoligowym AZS-ie Uniwersytet Warszawski. Pracował też na stanowisku selekcjonera reprezentacji Polski do lat 21.

## Sukcesy

### Pogoń 04 Szczecin
- Ekstraklasa

2. miejsce (1): 2014
- Puchar Polski

Finał (1): 2013

### Jango Katowice
- Ekstraklasa

3. miejsce (1): 2007
- Puchar Polski

Zdobywca (1): 2007